# Andrzej Jerzy Maciejewski
Andrzej Jerzy Maciejewski (ur. 1954) – polski fizyk, dr hab. nauk fizycznych, profesor zwyczajny i dyrektor Instytutu Astronomii im. profesora Janusza Gila Wydziału Fizyki i Astronomii Uniwersytetu Zielonogórskiego.

## Życiorys
Andrzej Maciejewski urodził się 11 marca 1954 roku. W 1979 ukończył studia na Wydziale Matematyki, Fizyki i Chemii Uniwersytetu Mikołaja Kopernika w Toruniu. W tym samym roku rozpoczął pracę w Instytucie Astronomii UMK. W 1986 uzyskał stopień doktora. 25 listopada 1996 habilitował się, również na UMK, na podstawie pracy zatytułowanej Badanie modelowych zagadnień ruchu brył sztywnych w mechanice nieba. 18 października 2004 nadano mu tytuł profesora w zakresie nauk fizycznych. W 2001 roku przeniósł się na Uniwersytet Zielonogórski. Objął funkcję profesora zwyczajnego i dyrektora Instytutu Astronomii im. profesora Janusza Gila Wydziału Fizyki i Astronomii Uniwersytetu Zielonogórskiego.
Był kierownikiem w Centrum Astronomii Katedry Astronomii i Astrofizyki na Wydziale Fizyki, Astronomii i Informatyki Stosowanej Uniwersytetu Mikołaja Kopernika w Toruniu.
Jest autorem ponad 100 prac naukowych poświęconych problematyce astrodynamiki, mechaniki nieba i fizyki matematycznej oraz optyki kwantowej.